# Franz Anton Ernst
Franz Anton Ernst, també František Antonín Ernst (St. Georgenthal, 3 de desembre de 1745 - Gotha, 13 de gener de 1805), fou un violinista, lutier i compositor bohemi. Era cunyat de la cantant Josefine Ernst-Kaiser i, per tant, oncle del tenor Henry Ernst.
Va fer els seus estudis literaris i musicals a Kreibitz, Warndorf, Sagau i Praga, on estudià Dret i Filosofia (1763). Retornà al seu país sent nomenat síndic, marxant al cap de poc temps amb el comte Salm en qualitat de secretari. A Praga on residia el comte, Ernst va rebre lliçons de violí del cèlebre Antonio Lolli; després passà a Estrasburg per a completar els seus estudis amb el notable violinista Stand. El 1778 fou cridat a Gotha com a primer violí de la cort. A més del renom que conquerí com a concertista, gaudia de gran fama com a constructor d'instruments de corda, devent-se'li molts violins, que no eren inferiors als fabricats pels millors mestres. El 1798 volgué per subscripció publicar un tractat sobre l'art de construir i manejar un violí, però no va poder portar a fi el seu propòsit.
Se li deu una petita memòria vers la construcció de violins publicada en la Gazette musicale, de Leipzig, i com a compositor, un concert en mi major i molts solos i concerts per a violí, que mai s'arribaren a publicar.

## Biografia
- Enciclopèdia Espasa volum nº. 20, pàg. 528 (ISBN 84-239-4520-0)